# 자카트

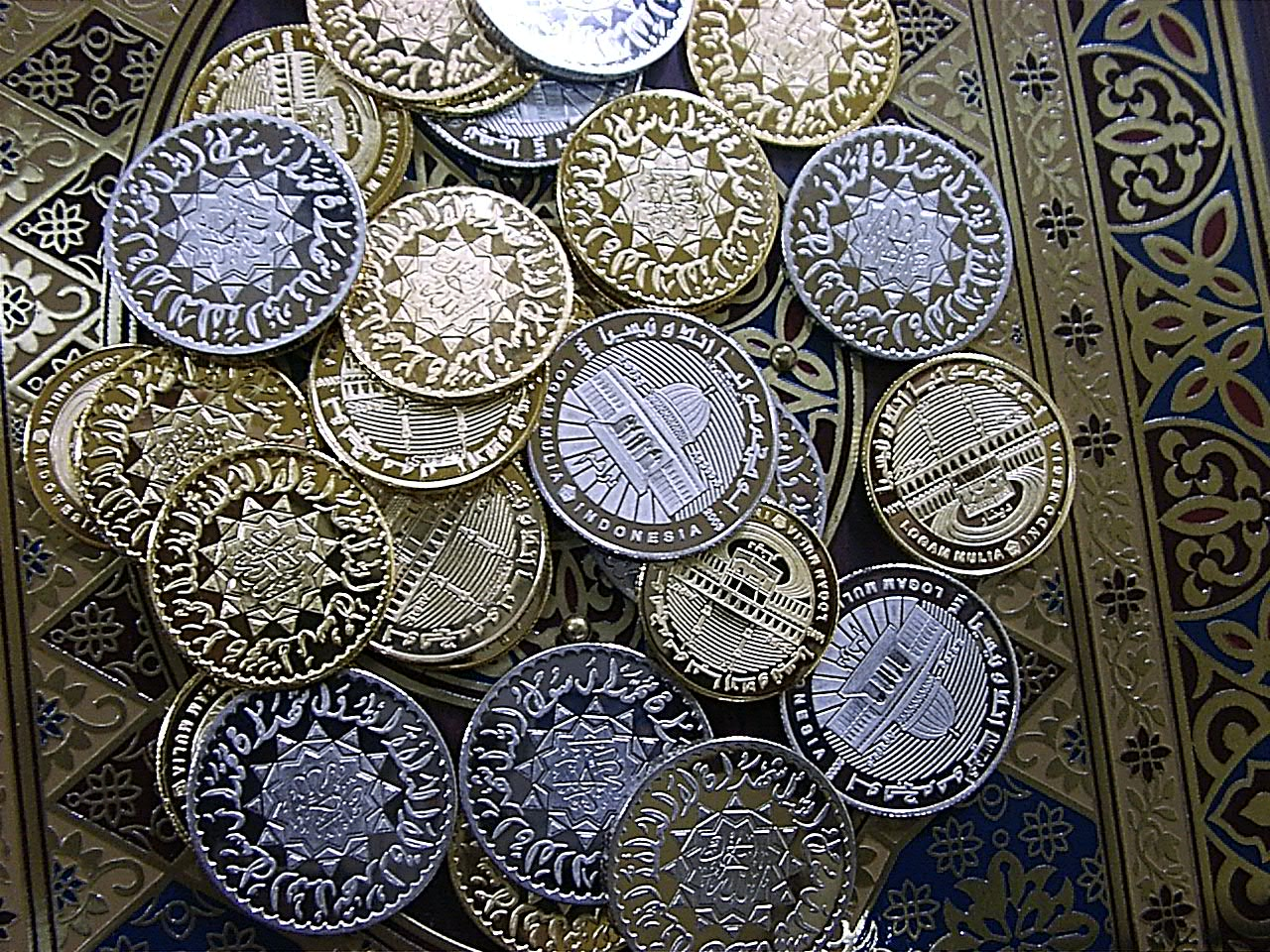

자카트(아랍어: زَكَاة)는 사다카트와 더불어 경건의 징표로 하는 희사이며 이슬람 교도의 기본적인 의무 중 하나로 되어 있다. 무함마드 시대에 이슬람교단에 가입하는 조건의 하나로, 《꾸란》에서는 메디나기(期)에 구빈세로서 신도의 재산이나 수입에 부과된제도로 되었다. 그러나 세금이라기보다는 신에 대한 채권이라고 여겨 언젠가는 신이 이를 몇 배로 갚아주리라고 생각하였다. 부(富)는 구제의 방해물이며 자카트는 공덕(功德)이라는 생각이 기본적인 것이었다.
자산의 2.5%, 교역품의 2.5%, 농업 생산의 5-10%정도를 가난한 사람들에게 기부한다.

## 같이 보기
- 이슬람 사회주의
- 지즈야
- 하라즈
- 사다카
- 보시
- 십일조
- 송금